# Roger Pouy
Pour les articles homonymes, voir Pouy.
Pas d'image ? Cliquez ici

a Compétitions nationales et continentales officielles uniquement.

Georges Louis Pouy dit Roger Pouy, né le 7 février 1914 à Tarnos (Landes) et mort le 6 novembre 1994 à Bayonne (Pyrénées-Atlantiques), est un joueur de rugby à XV et de rugby à XIII, évoluant au poste de demi d'ouverture.

## Biographie
Enfant de Tarnos, il s'adonne au rugby à XV dès son plus jeune âge et rejoint le . En 1936, il est convaincu par un ancien du Boucau, Jean Duhau, de changer de code de rugby[Quoi ?] et de rejoindre le R.C. Roanne. Il y est un titulaire au sein de ce club constellé de grands joueurs dominant le Championnat de France d'avant-guerre et d'après guerre. Il remporte le Championnat de France à trois reprises en  1939, 1947, 1948, ainsi que le titre de la Coupe de France en 1938. Durant la Seconde Guerre mondiale et l'interdiction du rugby à XIII par le régime de Vichy, il évolue dans le club de rugby à XV de l'A.S. Roanne.

## Palmarès

### Rugby à XIII
- Collectif :
  - Vainqueur du Championnat de France : 1939, 1947, 1948 (Roanne).
  - Vainqueur de la Coupe de France : 1938 (Roanne).

#### Détails en club
| Saison    | Saison                       | Championnat                  | Championnat                  | Coupe                        | Coupe                        |
| Saison    | Saison                       | Comp.                        | Class.                       | Comp.                        | Class.                       |
| --------- | ---------------------------- | ---------------------------- | ---------------------------- | ---------------------------- | ---------------------------- |
| 1936-1937 | RC Roanne                    | Championnat de France        | 1/2 finale                   | Coupe de France              | 1/4 finale                   |
| 1937-1938 | RC Roanne                    | Championnat de France        | 1/2 finale                   | Coupe de France              | Vainqueur                    |
| 1938-1939 | RC Roanne                    | Championnat de France        | Champion                     | Coupe de France              | 1/4 finale                   |
| 1940-1945 | Interdiction du rugby à XIII | Interdiction du rugby à XIII | Interdiction du rugby à XIII | Interdiction du rugby à XIII | Interdiction du rugby à XIII |
| 1945-1946 | RC Roanne                    | Championnat de France        | 1/2 finale                   | Coupe de France              | 1/2 finale                   |
| 1946-1947 | RC Roanne                    | Championnat de France        | Champion                     | Coupe de France              | 1/4 finale                   |
| 1947-1948 | RC Roanne                    | Championnat de France        | Champion                     | Coupe de France              | 1/4 finale                   |
| 1948-1949 | RC Roanne                    | Championnat de France        | 1/2 finale                   | Coupe de France              | 1/2 finale                   |